# Aratinga de coroneta blava
L'aratinga de coroneta blava (Eupsittula pertinax) és una espècie d'ocell de la família dels psitàcids que habita medis molt variats des de l'oest de Panamà, cap al sud, per l'est i nord de Colòmbia, Veneçuela, Guaiana i nord del Brasil.